# Bibliothèque de la Pléiade

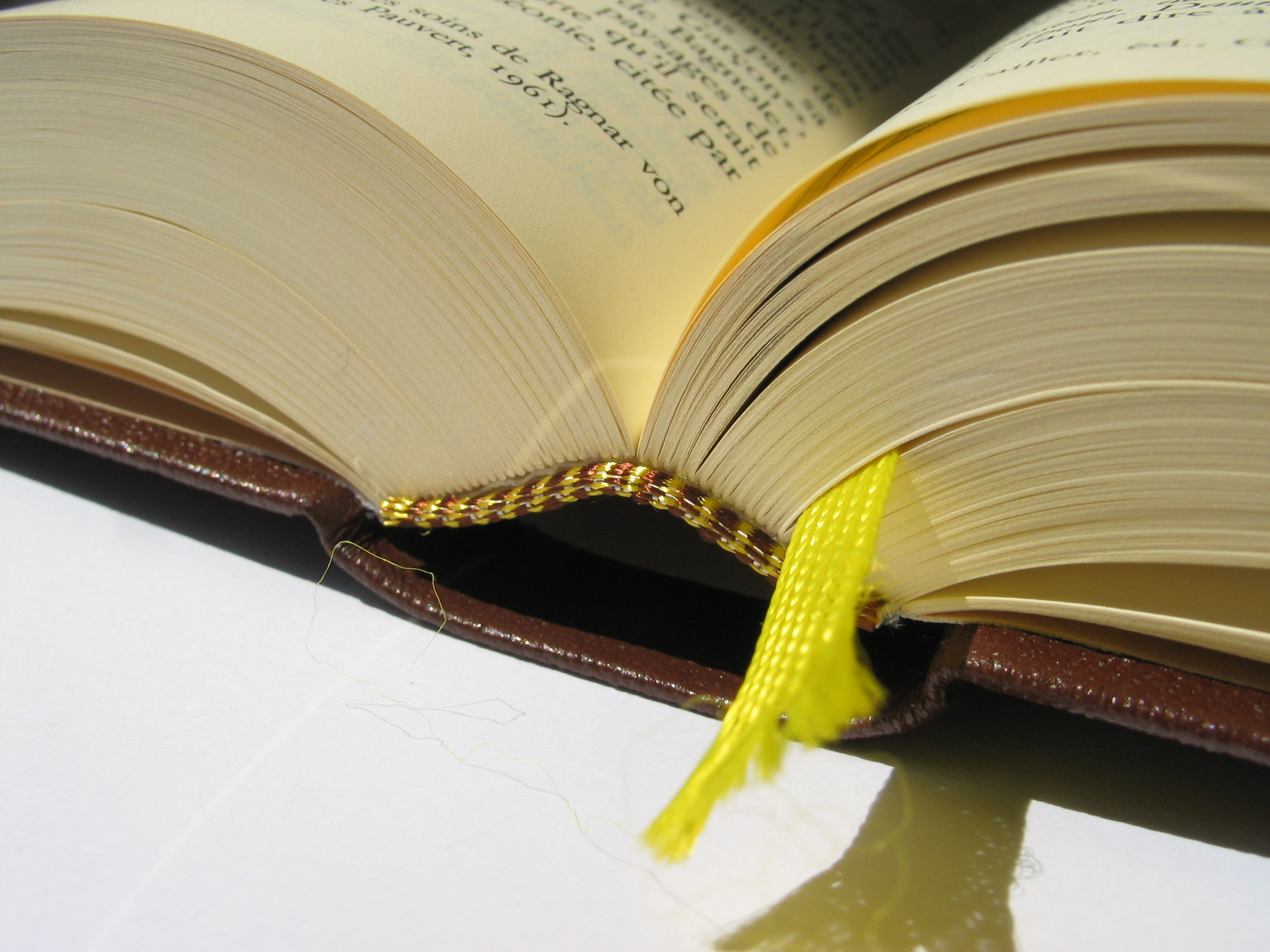

Bibliothèque de la Pléiade, en prestigefylld fransk bokserie av Éditions Gallimard som utger erkänt god litteratur i exklusiva skinnband. Främst finns den franskspråkiga litteraturen representerad men även översättningar har utgivits. Editionerna täcker så långt möjligt in det kompletta författarskapet, ofta även ungdomsverk, brev och tidigare outgivet material, och har rika bibliografiska och kommenterande supplement.
Att en författare utges i Pléiaden ses i Frankrike som ett viktigt och i princip slutgiltigt erkännande, som exempelvis när det gällde  Markis de Sade. Seriens titel syftar på en grupp renässanspoeter vid 1500-talets mitt, anförda av Pierre de Ronsard och Joachim du Bellay, som kom att bli banbrytande för renässansens och senare klassicismens franska poesi; du Bellays pamflett Défense et Illustration de la Langue Francaise (1549) brukar räknas som den eftermedeltida franska litteraturens manifest. Denna plejad i sin tur tog sitt namn från en grupp av poeter i det hellenistiska Alexandria.